# Coolock
Coolock (irisch An Chúlóg) ist eine Vorstadt im nordöstlich des Zentrums der irischen Hauptstadt Dublin. Sie liegt im Dublin City County. Die Ortschaft muss von der früheren Baronie Coolock im County Dublin unterschieden werden.

## Bevölkerung
Bei dem Zensus von 2016 waren 22.232 Einwohner festgestellt worden. Eine Erhebung für 2022 fehlt. Das frühere Dorf ist eine der wichtigsten und größten Wohngegenden der Vorstädte Dublins. 

## Lage
Die Ortschaft Coolock liegt beidseits des Santry River. Die Arbeitersiedlungen gruppieren sich um die Kreuzung der R104 mit der R107. Das Zentrum Dublins befindet sich etwa 5 Kilometer südwestlich von Coolock. 
Coolock besteht aus den einzelnen Ortschaften Ayrfield, Belcamp, Bonnybrook, Clonshaugh, Darndale, Greencastle, Kilmore, Priorswood und St. Brendan’s Estate. 

## Geschichte
Die namensgebende Baronie von Coolock war eine der größten in der Grafschaft Dublin und in der Provinz Leinster. Bis 1950 war Coolock ein sehr kleines Dorf.
Die modernen Siedlungen sind mit Ausnahme von Ayrfield im Wesentlichen durch die Wohnungsbauprogramme der irischen Regierung zwischen 1952 und 1987 entstanden.

### Feuer in der Stardust-Diskothek
Nahe Coolock, in Artane, brach am 14. Februar 1981, wohl gegen 01:30 Uhr, ein Feuer in der Diskothek Stardust aus. Die Großraumdiskothek wurde zu diesem Zeitpunkt von 800 Menschen besucht. Notausgänge konnten nicht genutzt werden, sodass es zu einer Massenpanik kam. 48 Menschen wurden getötet, 214 verletzt. Viele kamen aus Coolock.

### Mordfall Keane Mulready-Woods
Am 12. Januar 2020 verschwand in Drogheda der 17-jährige Keane Mulready-Woods. Am selben Tag wurde er durch eine oder mehrere unbekannte Personen getötet und seine Leiche zerteilt. Am folgenden Tag wurde der Torso der Leiche in einer Sporttasche in Coolock gefunden. Mulready-Woods war in die Bandenkriminalität von Drogheda verwickelt. 

### Unruhen in Coolock
Im März 2024 protestierten zahlreiche Einwohner Coolocks gegen die Nutzung der Crown-Paint-Fabrik zur Unterbringung von Asylbewerbern. 
Am 15. Juli 2024 kam es zu gewalttätigen Ausschreitungen von Demonstranten in der Nähe der Unterkunft. In der Nähe der früheren Fabrik wurde ein Brand gelegt. Drei Polizeifahrzeuge wurden beschädigt, Molotowcocktails wurden geworfen und 21 Personen wurden festgenommen. Der rechtsextreme Politiker Philip Dwyer war unter den Festgenommenen.
Am 18. Juli 2024 brach erneut ein Feuer nahe der Unterkunft aus, das aber schnell unter Kontrolle gebracht werden konnte. Am folgenden Tag protestierten etwa 1000 Personen gegen die Einwanderungspolitik der Regierung.

## Wirtschaft
In Coolock befindet sich der Firmensitz von Cadbury Ireland.

## Sehenswürdigkeiten
- In Coolock befinden sich mit dem Cara Park und dem Dominick Park zwei große halting sites für Irish Travellers.
- Der Stardust Memorial Park erinnert an den Brand in der Diskothek Stardust von 1981
- Belcamp Park ist der Rest eines Anwesens aus dem 17. Jahrhundert
- Belcamp House ist ein georgianischer Bau von 1785, der durch den Architekten James Hoban entworfen wurde, daraus ergeben sich Ähnlichkeiten mit dem Weißen Haus.
- Old St. Brendan’s Church (katholische Kirche),
- Church of St. John the Evangelist, Kirche der anglikanischen Church of Ireland
- St. Joseph’s Church

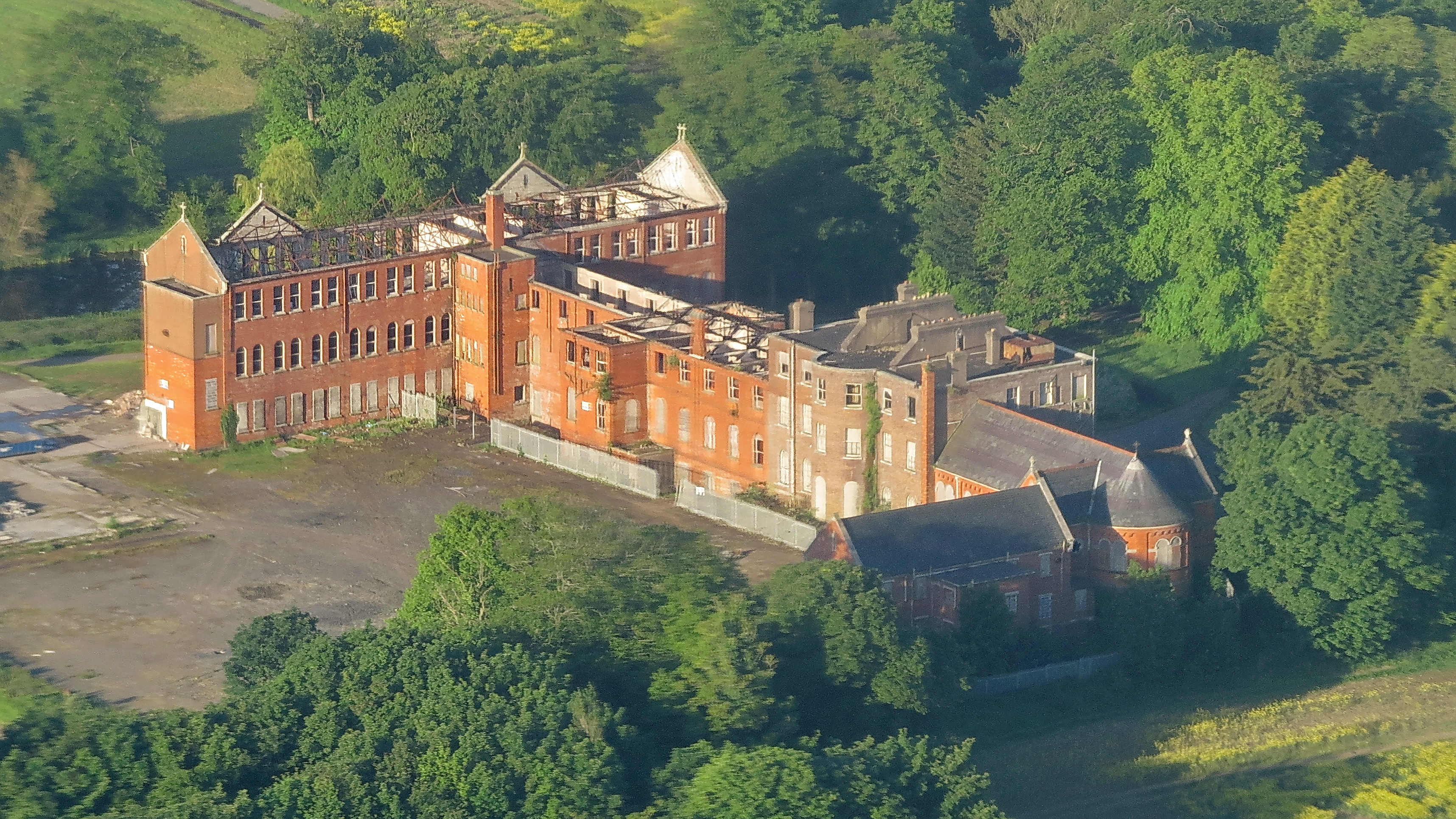
Belcamp House
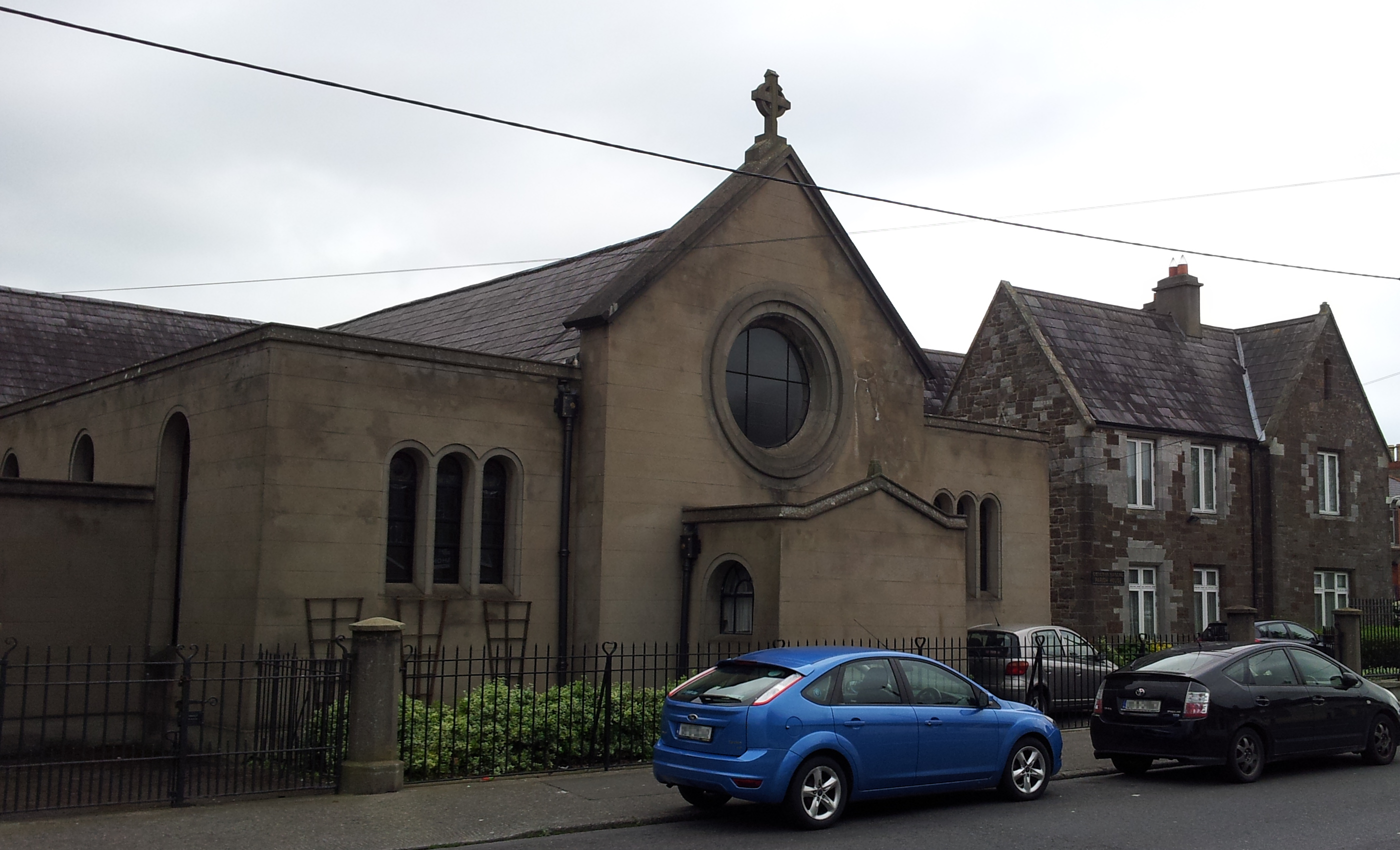
Old St. Brendan’s Church
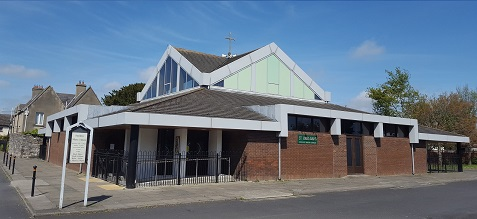
Neue St. Brendan’s Church
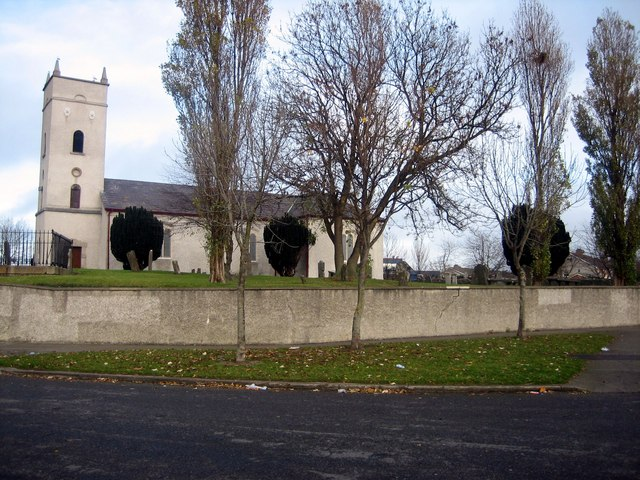
Church of St. John the Evangelist
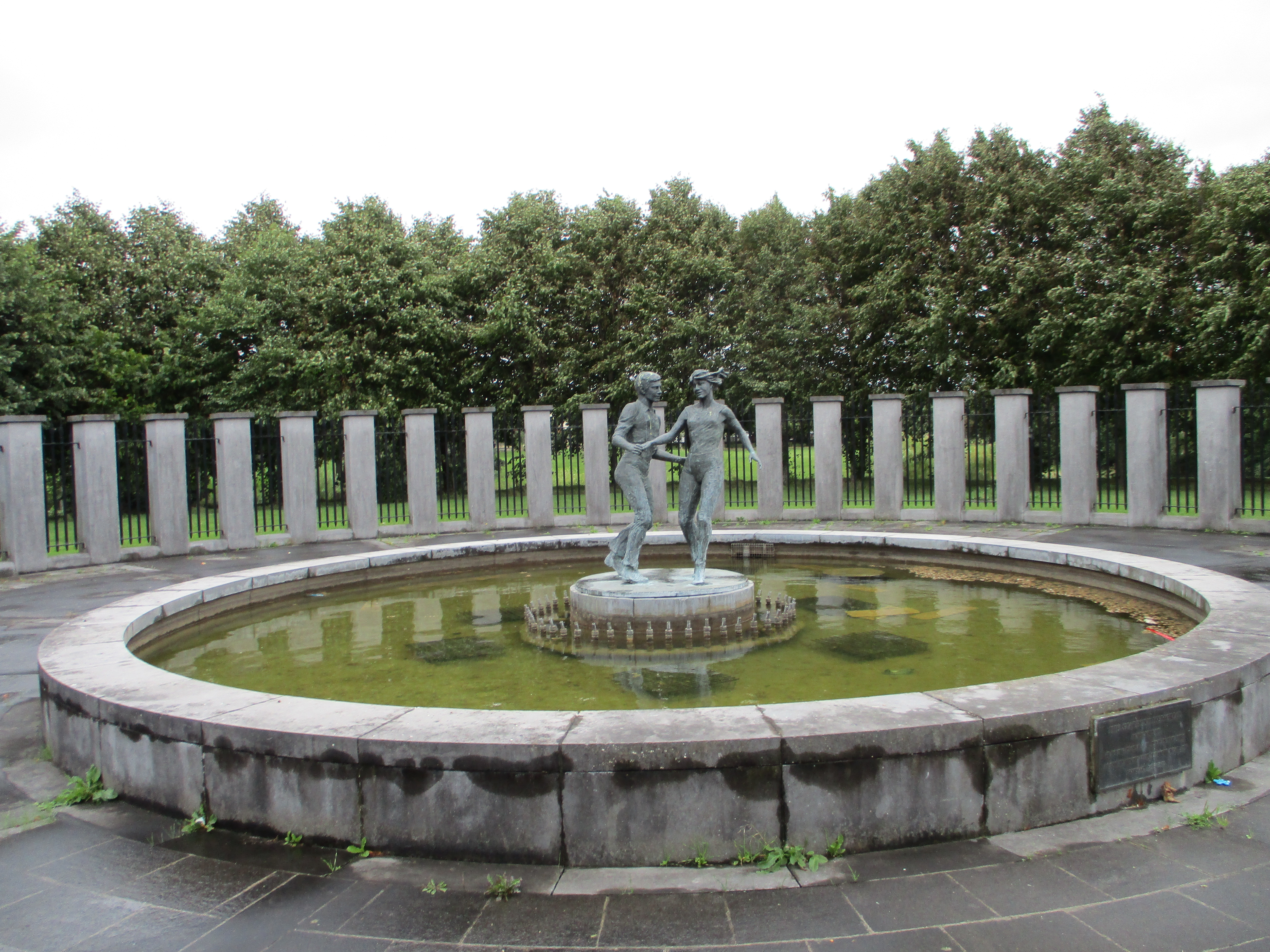
Monument Dancing Couple im Stardust Memorial Park

## Persönlichkeiten
- Adrian Hardiman (1951–2016), Richter am Supreme Court
- Maurice Seezer (eigtl. Maurice Roycroft, * 1960), Komponist
- Mairead Berry (* 1975), Schwimmerin, Goldmedaillengewinnerin bei den paralympischen Spielen 2000 über 100 Meter Freistil (S2)
- Denise Mitchell (* 1976), Politikerin der Sinn Féin
- Robert O’Donoghue (* 1980 oder 1981), Politiker

## Trivia
Coolock war Drehort für den Film The Commitments. Der Film bezieht sich auf den gleichnamigen Band in The Barrytown Trilogy von Roddy Doyle. Doyle soll Coolock als Vorlage für die fiktive Vorstadt Barrytown gewählt haben.